# Carlo Zen (автор)
Карло Дзэн (яп. カルロ・ゼン Каруро Дзэн) — японский писатель, сценарист видеоигр.

## Карьера
Первоначально Дзэн выпускал свой роман The Saga of Tanya the Evil (яп. 幼女戦記 Ё:дзё сэнки, «Военные хроники маленькой девочки») на сайте для писателей-любителей Arcadia. Свой выбор он обосновал тем, что на нём нет ранговой системы, и поэтому большую роль играет отклик от читателей, благодаря которым писателю удалось научиться лучше писать.
Сеттинг Первой мировой войны Дзэн использовал, так как она практически неизвестна в Японии, и он хотел познакомить читателей с тем, чем она может быть интересна, вкупе с тем, как сильно она изменила обстановку на мировой арене; вместе с тем Карло включил в работу элементы и Второй мировой, в качестве компромисса. В то же время автор избегал любого упоминация нацизма, так как ненавидит его, а также потому что это загнало бы его в определённые рамки и поставило бы точку в вопросе, какая из сторон конфликта в сюжете есть зло. Суть сеттинга он объяснил так: что если бы Первая мировая война разразилась позже, после объединения всех немецкоязычных народов одну большую империю? Также автор говорил, что назвал одного из персонажей Мэри Сью намеренно: «Влияние Мэри на сюжет напоминает божественное вмешательство».
В июне 2013 года издательство Enterbrain опубликовало первый том The Saga of Tanya the Evil в формате ранобэ, которое получило адаптации в формате манги, аниме-сериала и анимационного фильма. Ранобэ и манга переводятся на английский язык издательством Yen Press.
Когда началась работа над кроссовером Isekai Quartet, Карло решил, что не сможет сохранить изначальные образы своих персонажей для общего сюжета, и признался, что чуть было не отказался от участия в проекте, отдав их автору ранобэ «Re:Zero. Жизнь с нуля в альтернативном мире» Таппэю Нагацуки, но потом всё же передумал.

## Работы

### Ранобэ
- The Saga of Tanya the Evil (яп. 幼女戦記 Ё:дзё сэнки, «Военные хроники маленькой девочки»), иллюстратор Синобу Синоцуки, издательство Enterbrain, 12 томов, 2013–н. в.
- Yakusoku no Kuni (яп. 約束の国 Якусоку но куни, «Земля обетованная»), оригинальный дизайнер персонажей Синобу Синоцуки, художник Хидэтоси Ивамото, издательство Seikaisha FICTIONS, 4 тома, 2014–2017 гг.
- Seventh Dragon 3 UE72 Mikan no Yūma (яп. セブンスドラゴン3 UE72 未完のユウマ Сэбундзу дорагон 3 UE72 Микан но Ю:ма, «Седьмой дракон 3 UE72: Незавершённый Юма»), оригинал Sega, иллюстратор Сиро Мива, издательство Seikaisha FICTIONS, 2016 г.
- Jyūma Taisen Okotahakarigoto Renri (яп. 銃魔大戦 怠謀連理 Дзю:ма тайсэн Окотахакаригото рэнри), иллюстратор: Мура, издательство Enterbrain, 2016 г.
- Yakitori (яп. ヤキトリ Якитори), иллюстратор so-bin, издательство Hayakawa Bunko JA, 2 тома, 2017–н. в.

### Манга
- The Saga of Tanya the Evil (яп. 幼女戦記 Ё:дзё сэнки, «Военные хроники маленькой девочки»), оригинальный дизайнер персонажей Синобу Синоцуки, художница Тика Тодзё, издательство Comp Ace, 21 том, 2016–н. в.
- Baikoku Kikan (яп. 売国機関 Байкоку кикан, «Аппарат госизмены»), художник Ёсинао Сина, издательство Kurage Bunch, 5 томов, 2018–н. в.
- Taylor Kyōju no Ayashii Jyugyō (яп. テロール教授の怪しい授業 Тэро:ру Кё:дзю но аясий дзю:гё:, «Подозрительные уроки профессора Террора»), художник Тэн Исида, издательство Morning, 3 тома, 2018–н. в.

### Сценарии видеоигр
- Chaos Dragon Konton Sensō (яп. ケイオスドラゴン 混沌戦争 Кэосу дорагон Контон сэнсо:, «Дракон хаоса: Войны беспорядка»), сценарий кампании Vallagan Kyōwakoku Renbō (яп. ヴァラガン共和国連邦 Бараган кё:вакоку рэмбо:, Федерация Валлаган)
- Jyūma no Reza Nation (яп. 銃魔のレザネーション Дзю:ма но рэдза нэ:сён), автор оригинала, сценарий

### Журнальные публикации и антологии
Рассказы
- Yakitori 1 Issengorin no Kidō Kōka (яп. ヤキトリ 1 一銭五厘の軌道降下 Якитори ити иссэнгорин но кидо: ко:ка, «Якитори-1: Снижение орбиты на 1,5 %»), опубликован в SF Magazine (август 2017 г.)
- Shinsei Songen (яп. 神聖尊厳 Синсэй сонгэн, «Святое достоинство») (по мотивам ранобэ en:Dances with the Dragons Лабо Асаи), опубликован в Gagaga Bunko (январь 2018 г.)
- Sakka Tobōmeshi (яп. 作家逃亡飯 Сакка тобо:мэси, «Снедь писателя-беглеца»), антология додзинси, опубликована Seikaisha FICTIONS, май 2020 г.

Статьи
- a day in my squad731 - case.177 (опубликована в Shōsetsu Subaru, ноябрь 2017 г.)